# Sara Takanashi
Sara Takanashi (japanska: 高梨 沙羅), född 8 oktober 1996 i Hokkaido, är en japansk backhoppare. Hon representerar Kamikawa Junior High School.

## Karriär
Sara Takanashi debuterade internationellt i kontinentalcupen på hemmaplan i Zaō 3 mars 2009. Kontinentalcupen var då högsta nivå i backhoppning för kvinnor. Första placering bland de tio bästa i en deltävling i kontinentalcupen fick hon i Bischofsgrün i Tyskland då hon blev nummer 6. Första segern i kontinentalcupen kom i Ramsau am Dachstein i Österrike 19 februari 2011 då hon vann före Ulrike Grässler från Tyskland. Takanashi har tävlat tre säsonger i kontinentalcupen. Hennes bästa resultat sammanlagt var i säsongen 2010/2011 då hon blev nummer 11 totalt. Hon har tre delsegrar i kontinentalcupen.
Takanashi startade i junior-VM 2010 i Hinterzarten i Tyskland. Där blev hon nummer sju, 29,0 poäng efter segrande Elena Runggaldier från Italien. Under junior-VM 2011 i Otepää i Estland blev Takanashi nummer sex, 22,0 poäng efter Coline Mattel från Frankrike som vann guldmedaljen.
Under Skid-VM 2011 i Oslo i Norge blev Sara Takanashi nummer 6. Hon var 36,7 poäng efter världsmästaren Daniela Iraschko från Österrike och 16,5 poäng från prispallen.
Världscupen i backhoppning för damer startade säsongen 2011/2012. Takanashi världscupdebuterade den 3 december 2011 i Lillehammer, i den allra första världscuptävlingen, och slutade på femte plats. Hon vann sin första deltävling på hemmaplan i Zaō 3 mars 2012. Sara Takanashi blev nummer tre i världscupen första säsongen, efter segrande Sarah Hendrickson från USA och Daniela Iraschko.
Olympiska vinterspelen för ungdom arrangerades i Innsbruck i Österrike januari 2012. Där vann Takanashi den individuella tävlingen. I lagtävlingen blev hon nummer 5 tillsammans med de japanska lagkamraterna. Under junior-VM 2012, i Erzurum i Turkiet blev Takanashi dubbel junior-världsmästare. I den individuella tävlingen vann hon 11,5 poäng före Sarah Hendrickson. I lagtävlingen vann Japan före Tyskland och Slovenien.

## Världcupdeltävlingsvinster
| Säsong    | Datum       | Plats     |
| --------- | ----------- | --------- |
| 2011/2012 | 3 mars 2012 | Zaō Japan |

## Fotnoter
1. ↑  ”Ladies Normal Hill Individual” (på engelska). FIS NORDIC WORLD SKI CHAMPIONSHIPS 2017. http://medias1.fis-ski.com/pdf/2017/JP/3797/2017JP3797RL.pdf. Läst 24 februari 2017.
2. 1 2  Sara Takanashi på Internationella Skidförbundets webbplats